# Irminsul

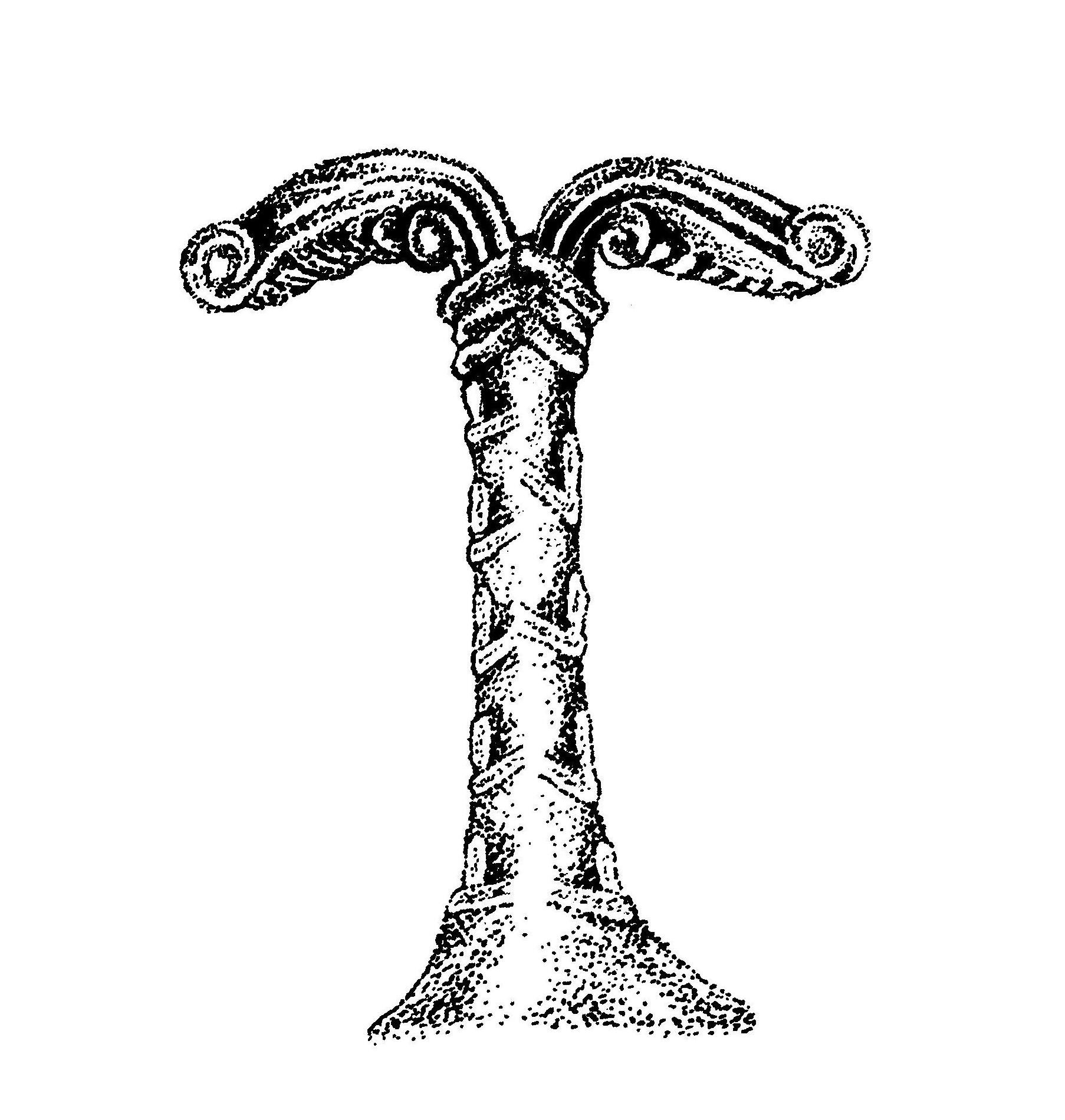
Representación de Irminsul.

Irminsul (de Irmin, grande, imponente, y sul, pilar, columna, gran pilar en sajón antiguo) es un pilar que conectaba según la leyenda el cielo y la tierra, representado por un roble o pilares de madera que eran venerados por los sajones.

## Irmin
Irmin, un dios germánico, puede hacer referencia a Irminsul y al nombre de la tribu Herminones. Irmin parece haber sido el dios principal o semidiós de los sajones. El antiguo nombre de Irmin era Jörmunr y curiosamente aparecía a veces representado como Yggr, que fue uno de los nombres de Odín, "Yggr a caballo". Yggdrasil fue el fresno donde Odín se sacrificó y que une el cielo y la tierra. Parece, por lo tanto, que Irminsul e Yggdrasil corresponden a diferencias en la nomenclatura entre los propios sajones.
El árbol sagrado de Upsala mencionado por el cronista del s. XI, el arzobispo Adán de Bremen, podría tener una relación directa con el pilar de Irmin.
El auténtico Irminsul de los sajones pudo haber sido un pilar de madera con una imagen de culto en la parte superior. Jakob Grimm relaciona el nombre de Ilmin Old Norse iörmungrund "Tierra" e iörmungandr (anguis maximus, es decir, la serpiente Midgard).
Según cuenta en su libro "El Oeste Bárbaro" J.M. Wallace Hadrill, en su intento por dominar las regiones del Norte germano, Carlomagno hizo talar el Irminsul para de ese modo poder imponer el cristianismo a los pueblos bárbaros.

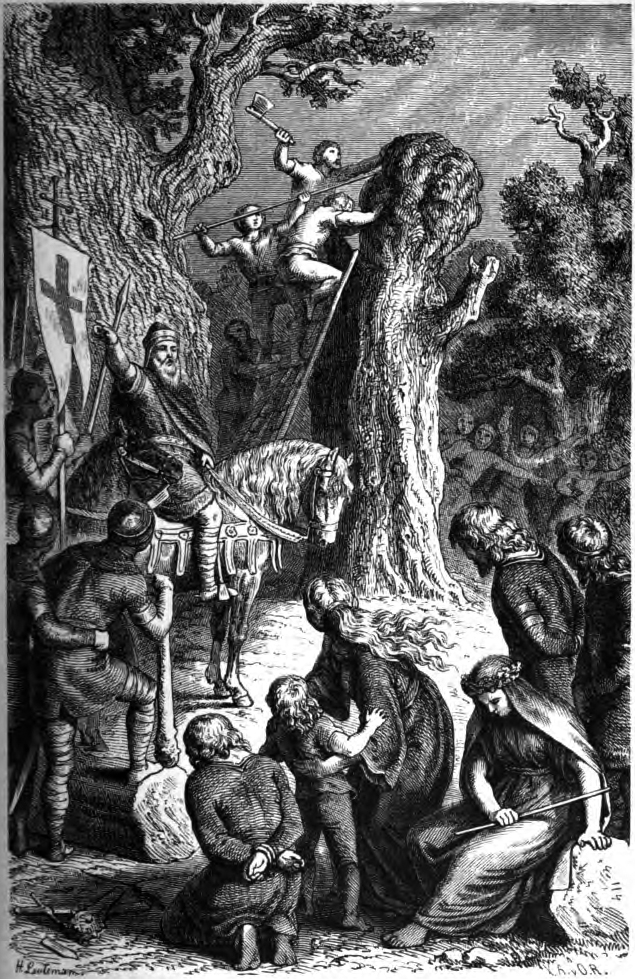
"La destrucción del Irminsul por Carlomagno" (1882), por Heinrich Leutemann.